# Selina Cerci
Selina Cerci (Kiel, 31 maggio 2000) è una calciatrice tedesca, attaccante dell'Hoffenheim e della nazionale tedesca.

## Carriera

### Nazionale
Giunta ad indossare la maglia della nazionale saltando completamente la trafila delle giovanili, Cerci inizia ad essere convocata dalla Federcalcio tedesca dal 2021, partecipando inizialmente agli stages della nazionale maggiore per poi essere inserita nella rosa della squadra impegnata alla prima edizione della Arnold Clark Cup. In quell'occasione il commissario tecnico Martina Voss-Tecklenburg la impiega in due dei tre incontri disputati dalla Germania, dove debutta il 17 febbraio, rilevando Lina Magull al 79' nell'incontro pareggiato 1-1 con la Spagna.

## Statistiche

### Presenze e reti nei club
Statistiche aggiornate al 11 maggio 2025.
| Stagione               | Squadra                | Campionato             | Campionato | Campionato | Coppe nazionali | Coppe nazionali | Coppe nazionali | Coppe internazionali | Coppe internazionali | Coppe internazionali | Altre coppe | Altre coppe | Altre coppe | Totale | Totale |
| Stagione               | Squadra                | Comp                   | Pres       | Reti       | Comp            | Pres            | Reti            | Comp                 | Pres                 | Reti                 | Comp        | Pres        | Reti        | Pres   | Reti   |
| ---------------------- | ---------------------- | ---------------------- | ---------- | ---------- | --------------- | --------------- | --------------- | -------------------- | -------------------- | -------------------- | ----------- | ----------- | ----------- | ------ | ------ |
| 2017-2018              | Bayern Monaco II       | 2BL                    | 22         | 14         | CG              | -               | -               |                      | -                    | -                    |             | -           | -           | 22     | 14     |
| 2018-2019              | Werder Brema           | BL                     | 13         | 5          | CG              | -               | -               |                      | -                    | -                    |             | -           | -           | 13     | 5      |
| 2019-2020              | Werder Brema           | 2BL                    | 14         | 13         | CG              | 2               | 1               |                      | -                    | -                    |             | -           | -           | 16     | 14     |
| Totale Werder Brema    | Totale Werder Brema    | Totale Werder Brema    | 27         | 18         |                 | 2               | 1               |                      | -                    | -                    |             | -           | -           | 29     | 19     |
| 2020-2021              | Turbine Potsdam        | BL                     | 22         | 8          | CG              | 3               | 2               |                      | -                    | -                    |             | -           | -           | 25     | 10     |
| 2021-2022              | Turbine Potsdam        | BL                     | 15         | 13         | CG              | 3               | 5               |                      | -                    | -                    |             | -           | -           | 18     | 18     |
| Totale Turbine Potsdam | Totale Turbine Potsdam | Totale Turbine Potsdam | 37         | 21         |                 | 6               | 7               |                      | -                    | -                    |             | -           | -           | 43     | 28     |
| 2022-2023              | Colonia                | BL                     | 10         | 1          | CG              | -               | -               | -                    | -                    | -                    | -           | -           | -           | 10     | 1      |
| 2023-2024              | Colonia                | BL                     | 7          | 3          | CG              | -               | -               | -                    | -                    | -                    | -           | -           | -           | 7      | 3      |
| Totale Colonia         | Totale Colonia         | Totale Colonia         | 17         | 4          | -               | -               | -               | -                    | -                    | -                    | -           | -           | -           | 17     | 4      |
| 2024-2025              | Hoffenheim             | BL                     | 20         | 16         | CG              | 3               | 2               | -                    | -                    | -                    | -           | -           | -           | 23     | 18     |
| Totale carriera        | Totale carriera        | Totale carriera        | 123        | 73         | -               | 11              | 10              | -                    | -                    | -                    | -           | -           | -           | 134    | 83     |

### Cronologia presenze e reti in nazionale
| Cronologia completa delle presenze e delle reti in nazionale ― Germania | Cronologia completa delle presenze e delle reti in nazionale ― Germania | Cronologia completa delle presenze e delle reti in nazionale ― Germania | Cronologia completa delle presenze e delle reti in nazionale ― Germania | Cronologia completa delle presenze e delle reti in nazionale ― Germania | Cronologia completa delle presenze e delle reti in nazionale ― Germania | Cronologia completa delle presenze e delle reti in nazionale ― Germania | Cronologia completa delle presenze e delle reti in nazionale ― Germania |
| Data                                                                    | Città                                                                   | In casa                                                                 | Risultato                                                               | Ospiti                                                                  | Competizione                                                            | Reti                                                                    | Note                                                                    |
| ----------------------------------------------------------------------- | ----------------------------------------------------------------------- | ----------------------------------------------------------------------- | ----------------------------------------------------------------------- | ----------------------------------------------------------------------- | ----------------------------------------------------------------------- | ----------------------------------------------------------------------- | ----------------------------------------------------------------------- |
| 17-2-2022                                                               | Middlesbrough                                                           | Germania                                                                | 1 – 1                                                                   | Spagna                                                                  | Arnold Clark Cup 2022                                                   | -                                                                       | 78’                                                                     |
| 23-2-2022                                                               | Wolverhampton                                                           | Inghilterra                                                             | 3 – 1                                                                   | Germania                                                                | Arnold Clark Cup 2022                                                   | -                                                                       | 88’                                                                     |
| 25-10-2024                                                              | Londra                                                                  | Inghilterra                                                             | 3 – 4                                                                   | Germania                                                                | Amichevole                                                              | -                                                                       | 46’                                                                     |
| 28-10-2024                                                              | Duisburg                                                                | Germania                                                                | 1 – 2                                                                   | Australia                                                               | Amichevole                                                              | 1                                                                       | 59’                                                                     |
| 29-11-2024                                                              | Zurigo                                                                  | Svizzera                                                                | 0 – 6                                                                   | Germania                                                                | Amichevole                                                              | -                                                                       | 67’                                                                     |
| 21-2-2025                                                               | Breda                                                                   | Paesi Bassi                                                             | 2 – 2                                                                   | Germania                                                                | UEFA Women's Nations League 2025 - 1° turno                             | -                                                                       | 77’                                                                     |
| 8-4-2025                                                                | Wolfsburg                                                               | Germania                                                                | 6 – 1                                                                   | Scozia                                                                  | UEFA Women's Nations League 2025 - 1° turno                             | 3                                                                       | 60’                                                                     |
| 30-5-2025                                                               | Ahlen                                                                   | Germania                                                                | 4 – 0                                                                   | Paesi Bassi                                                             | UEFA Women's Nations League 2025 - 1° turno                             | -                                                                       | 68’                                                                     |
| 3-6-2025                                                                | Vienna                                                                  | Austria                                                                 | 0 – 6                                                                   | Germania                                                                | UEFA Women's Nations League 2025 - 1° turno                             | 1                                                                       |                                                                         |
| 4-7-2025                                                                | San Gallo                                                               | Germania                                                                | 2 – 0                                                                   | Polonia                                                                 | Euro 2025 - 1º turno                                                    | -                                                                       | 84’                                                                     |
| 12-7-2025                                                               | Zurigo                                                                  | Svezia                                                                  | 4 – 1                                                                   | Germania                                                                | Euro 2025 - 1° turno                                                    | -                                                                       | 77’                                                                     |
| 19-7-2025                                                               | Basilea                                                                 | Francia                                                                 | 1 – 1 dts (5 - 6 dtr)                                                   | Germania                                                                | Euro 2025 - Quarti di finale                                            | -                                                                       | 114’                                                                    |
| 23-7-2025                                                               | Zurigo                                                                  | Germania                                                                | 0 – 1 dts                                                               | Spagna                                                                  | Euro 2025 - Semifinale                                                  | -                                                                       | 86’                                                                     |
| Totale                                                                  |                                                                         | Presenze                                                                | 13                                                                      |                                                                         | Reti                                                                    | 5                                                                       |                                                                         |

## Palmarès

### Club
- Campionato tedesco di seconda divisione: 1

Werder Brema: 2019-2020